# La Coma (la Coma i la Pedra)
La Coma és una de les tres entitats de població del municipi de La Coma i la Pedra, a la comarca catalana del Solsonès. Aquesta entitat és el cap del municipi.
Tradicionalment s'ha considerat que el territori del municipi adscrit a la Coma era el que quedava a l'oest de la Ribereta del Pujol i el torrent de la Borda i al nord de la rasa del Voluntari. Dins d'aquest territori s'hi troba enclavada la tercera entitat de població del municipi: La urbanització de Port del Comte.

## Poblament
Deixant de banda la moderna urbanització sorgida a redós de l'estació d'esquí del Port del Comte i que configura l'entitat de població d'El Port del Comte, aquest està format per un nucli agrupat i un reguitzell de masies i altres edificacions disseminades que s'estenen per la banda oriental del terme municipal.
El nucli agrupat s'enfila pel vessant esquerre del riu Cardener, entre els 975 m. d'altitud al Molí de Baix, construcció medieval que s'aixeca a la vora esquerra del riu i els 1.025 m. a les piscines municipals. Deixant a part els xalets i altres construccions recents, d'aquest nucli n'hi ha constància documental de 55 edificacions.
Aquest nucli es va anar configurant al costat de ponent del camí ral que anava de Cardona a la Seu d'Urgell. Aquest camí entrava a la Vall de Lord pel Coll d'Arques i després de travessar el Cardener pel Pont de Vall-llonga, s'enfilava cap a Coll de Port seguint el marge dret del Cardener fins a arribar al Molí de Baix. Des d'allà s'enfilava fins al lloc on ara hi ha l'Ajuntament seguint el traçat de l'actual carrer Major.
Pel que fa al poblament disseminat, al Nomenclàtor oficial de toponímia major de Catalunya Arxivat 2008-05-13 a Wayback Machine. s'hi inclouen 12 masies per bé que n'hi ha constància documental de 59, de les quals 9 són de caràcter històric és a dir, que no se'n coneix la seva localització.
- Llista de masies de la Coma.

## Demografia
| Evolució demogràfica | Evolució demogràfica | Evolució demogràfica | Evolució demogràfica | Evolució demogràfica | Evolució demogràfica | Evolució demogràfica | Evolució demogràfica |
| Any                  | Nucli urbà           | Nucli urbà           | Nucli urbà           | Poblament dispers    | Poblament dispers    | Poblament dispers    | Total                |
| -------------------- | -------------------- | -------------------- | -------------------- | -------------------- | -------------------- | -------------------- | -------------------- |
| Any                  | Homes                | Dones                | Total                | Homes                | Dones                | Total                | Total                |
| 2000                 | 53                   | 36                   | 89                   | 32                   | 19                   | 51                   | 140                  |
| 2001                 | 53                   | 38                   | 91                   | 31                   | 19                   | 50                   | 141                  |
| 2002                 | 52                   | 36                   | 88                   | 31                   | 18                   | 49                   | 137                  |
| 2003                 | 48                   | 33                   | 81                   | 31                   | 17                   | 48                   | 129                  |
| 2004                 | 51                   | 32                   | 83                   | 33                   | 20                   | 53                   | 137                  |
| 2005                 | 51                   | 33                   | 84                   | 33                   | 20                   | 53                   | 137                  |
| 2006                 | 46                   | 30                   | 76                   | 29                   | 19                   | 48                   | 124                  |
| 2007                 | 43                   | 32                   | 75                   | 29                   | 17                   | 46                   | 121                  |
| 2008                 | 47                   | 32                   | 79                   | 30                   | 17                   | 47                   | 126                  |
| Font: INE            |                      |                      |                      |                      |                      |                      |                      |

## Història
En l'acta de consagració de la catedral de la Seu d'Urgell només s'hi cita la parròquia de la Pedra. La Coma devia tenir una capella que seria l'antecessora de l'actual temple parroquial que és una construcció del segle xvii. La seva disposició actual, orientada de ponent a llevant pròpia de totes les esglésies romàniques, fa pensar que l'església primitiva estaria en el mateix lloc. D'altra banda, a l'església actual s'hi conserven ferros forjats d'aquesta església anterior.
Antigament el lloc va pertànyer a Sant Serni de Tavèrnoles i va formar part de la batllia de Sant Llorenç de Morunys, del vescomtat de Cardona.
Al Diccionario de Pasqual Madoz, publicat el 1847, el lloc rep el nom de Coma i el nucli estava integrat per 16 cases.

## Edificis històrics
- La Torre de la Vila
- Església parroquial de Sant Quirze i Santa Julita
- Ermita de Sant Andreu del Pujol del Racó